# Milton Carruth
Milton Carruth (* 23. März 1899 in Coronado, Kalifornien; † 7. September 1972 in Los Angeles, Kalifornien) war ein US-amerikanischer Filmeditor.

## Leben
Carruth war seit 1929 als eigenständiger Editor tätig und bis einschließlich 1966 bei mehr als 120 Produktionen am Filmschnitt beteiligt. In den Jahren 1936 und 1937 inszenierte er selbst sieben Filme; einmal trat er als Drehbuchautor in Erscheinung. Zu Beginn der 1930er Jahre war er an mehreren klassischen Horrorfilmen beteiligt, darunter Dracula (1931) und Die Mumie (1932).
Regisseure, mit denen er mehrmals kooperierte, waren Douglas Sirk und Michael Gordon. 1943 arbeitete er erst- und einmalig bei Im Schatten des Zweifels mit Alfred Hitchcock zusammen.

## Filmografie (Auswahl)
- 1930: Sirenen um Mitternacht (Outside the Law)
- 1931: Dracula
- 1932: Back Street
- 1932: Die Mumie (The Mummy)
- 1932: Mord in der Rue Morgue (Murders in the Rue Morgue)
- 1933: Eine Frau vergisst nicht (Only Yesterday)
- 1935: Der Werwolf von London (Werewolf of London)
- 1935: Magnificent Obsession
- 1936: Draculas Tochter (Dracula’s Daughter)
- 1939: When Tomorrow Comes
- 1939: Der große Bluff (Destry Rides Again)
- 1940: The Boys from Syracuse
- 1941: In der Hölle ist der Teufel los! (Hellzapoppin')
- 1943: Unternehmen Donnerschlag (‘Gung Ho!’)
- 1943: Im Schatten des Zweifels (Shadow of a Doubt)
- 1943: The Strange Death of Adolf Hitler
- 1944: Dead Man’s Eyes
- 1946: Feuer am Horizont (Canyon Passage)
- 1947: Smash-Up: The Story of a Woman
- 1947: Briefe aus dem Jenseits (The Lost Moment)
- 1948: Bis zur letzten Stunde (Kiss the Blood Off My Hands)
- 1948: Tal der Leidenschaften (Tap Roots)
- 1948: Aus dem Dunkel des Waldes (Another Part of the Forest)
- 1948: Fünf auf Hochzeitsreise (Family Honeymoon)
- 1949: Spielfieber (The Lady Gambles)
- 1950: Francis, ein Esel – Herr General (Francis)
- 1950: Dein Leben in meiner Hand (Woman in Hiding)
- 1950: Alter schützt vor Liebe nicht (Louisa)
- 1950: Ohne Skrupel (Shakedown)
- 1950: Reiter ohne Gnade (Kansas Raiders)
- 1951: Trommeln des Todes (Apache Drums)
- 1952: Der Schatz im Canyon (The Treasure of Lost Canyon)
- 1952: It Grows on Trees
- 1953: Kolonne Süd (Column South)
- 1953: All meine Sehnsucht (All I Desire)
- 1953: Feuerkopf von Wyoming (The Redhead from Wyoming)
- 1954: Die wunderbare Macht (Magnificent Obsession)
- 1954: Attila, der Hunnenkönig (Sign of the Pagan)
- 1955: Duell mit dem Teufel (The Man from Bitter Ridge)
- 1957: Mein Mann Gottfried (My Man Godfrey)
- 1959: Bettgeflüster (Pillow Talk)
- 1959: Solange es Menschen gibt (Imitation of Life)
- 1960: Die Unerbittlichen (Hell Bent for Leather)
- 1961: Mandelaugen und Lotosblüten (Flower Drum Song)
- 1961: Endstation Paris (Back Street)
- 1962: … gefrühstückt wird zu Hause (If a Man Answers)
- 1963: Was diese Frau so alles treibt (The Thrill of It All)
- 1964: Zwei erfolgreiche Verführer (Bedtime Story)
- 1966: Madame X